# Ksenobiotik
Ksenobiotik je tvar koja je prisutna u organizmu, ali se u njemu ne proizvodi niti se očekuje da bude prisutna. U ksenobiotike se mogu svrstati i tvari koje su prisutne u mnogo većoj koncentraciji od uobičajene. Lijekovi, kao npr. antibiotici, su ksenobiotici za ljude, zbog toga što ih ljudsko tijelo ne proizvodi i nisu dio uobičajene prehrane.
Prirodne tvari također mogu postati ksenobiotici, ako ih unese drugi organizam. Npr. ribe, u riječnim tokovima nizvodno od ispusta postrojenja za pročišćavanje otpadnih voda, unose u organizam ljudske hormone ili tvari koje drugi organizmi koriste kao kemijsko sredstvo obrane.
Izraz “ksenobiotik” se često koristi i za polutante, npr. dioksine i poliklorirane bifenile i njihov utjecaj na biotu, jer se ksenobioticima smatraju tvari koje su strane cijelom biološkom sustavu, kao npr. umjetno proizvedene tvari, koje ne postoje u prirodi.
Izraz ksenobiotik je izveden iz grčke riječi ξένος (xenos) = stranac i βίος (bios, vios) = život.

## Ksenobiotički metabolizam
Tijelo eliminira ksenobiotike putem ksenobiotičkog metabolizma. On se sastoji od deaktivacije i izlučivanja ksenobiotika i odvija se uglavnom u jetri. Putevi izlučivanja su urin, feces, dah i znoj. Enzimi jetre su odgovorni za metabolizam ksenobiotika, tako što ih najprije deaktiviraju (oksidacija, redukcija, hidroliza i/ili hidriranje ksenobiotika), a zatim dolazi do konjugacije sekundarnog metabolita s glukuronskom, sumpornom kiselinom, ili s glutationom, nakon čega se izlučuje u žuč ili urin.
Primjer grupe enzima uključenih u ksenobiotički metabolizam je jetrin mikrosomski citokrom P450. Ovi enzimi, koji metaboliziraju ksenobiotike, su veoma važni za farmaceutsku industriju, jer su odgovorni za ragradnju lijekova.
Organizmi mogu evoluirati na način da postanu otporni na ksenobiotike. Primjer je sinteza tetrodotoksina kod vodenjaka grube kože i evolucija otpornosti na tetrodotoksin kod njegovog grabežljivca, zmije Thamnophis sirtalis.
Kod ovog para grabežljivac-plijen došlo je do sinteze visoke koncentracije toksina kod vodenjaka i odgovarajuće visoke razine otpornosti kod zmije. Ovaj evolucijski odgovor je utemeljen na stvaranju modificiranih oblika ionskih kanala na koje djeluje toksin kod zmije, tako da su postale rezistentne.

## Ksenobiotici u okolini
Ksenobiotici su tvari koje postaju sve veći problem u sustavima za pročišćavanje otpadnih voda, jer su relativno nove tvari i teško se kategoriziraju. Antibiotici su npr. najprije izvedeni iz biljaka i oponašaju prirodne molekule, što ih čini nemogućim za uklanjanje u postrojenjima za tretman otpadnih voda.
Neki su ksenobiotici otporni na razgradnju. Takvi su npr. umjetni organoklorirani spojevi, (plastika i pesticidi), policiklični aromatski ugljikovodici (PAH) i neke frakcije sirova sirove nafte i ugljena. Vjeruje se da su mikroorganizmi sposobni razgraditi skoro sve složene i rezistentne ksenobiotike na Zemlji. Mnogi ksenobiotici izazivaju mnoge biološke učinke, što se koristi prilikom njihove karakterizacije putem biološkog ispitivanja.

## Ksenotransplantacija
Izraz “ksenobiotik” se također može odnositi na organe transplantirane s jedne vrste na drugu. Npr. istraživači se nadaju da se srce i drugi organi mogu transplantirati sa svinja na ljude. Ksenobiotički organi bi morali biti razvijeni na način da ih imunološki sustav ne odbacuje.

## Vanjske poveznice
- International Society for the Study of Xenobiotics  Arhivirana inačica izvorne stranice od 4. studenoga 2020. (Wayback Machine)